# Sandy Park
El Sandy Park és un estadi de rugbi i centre de banquets i convencions situat a Exeter, Devon, Anglaterra. És l'estadi dels Exeter Chiefs que des de la temporada 2010-11 juguen a l'Aviva Premiership, la màxima divisió del rugbi anglès. L'estadi té una capacitat per 12.500 espectadors.
Sandy Park és 1 dels 13 estadis que seran seu de la Copa del món de Rugbi de 2015. Concretament s'hi jugaran partits del grup C i D: Tonga contra Namíbia, Namíbia contra Georgia i Itàlia contra Romania.
El Sandy Park també ha estat seu del England Saxons en un partit internacional contra els Ireland Wolfhounds que els anglesos van guanyar per 23-17.

## Expansió
L'estiu de 2012 el club va anunciar un pla de cinc anys per remodelar la graderia i per augmentar la capacitat de l'estadi fins a 20.600 espectadors. La remodelació s'executarà en diverses fases, començant per l'extinció de banda oest. La segona fase (pendent de finançament) implicarà construir un centre de conferències que s'estendria des del vessant sud fins a la tribuna principal.
La primera fase de la remodelació va tenir un cost aproximat de 10 milions de lliures esterlines i fou executat l'estiu de 2014 i va suposar, després de la seva reinauguració, al setembre de 2014, que el Sandy Park tingués una capacitat per a 12.500 aficionats, que serà la que tindrà durant la celebració del mundial de Rugbi de 2015, a més d'un augment de la sala de conferències i banquets de l'estadi.